# Alandroal (Nossa Senhora da Conceição), São Brás dos Matos (Mina do Bugalho) e Juromenha (Nossa Senhora do Loreto)
Alandroal, São Brás dos Matos e Juromenha (oficialmente: Alandroal (Nossa Senhora da Conceição), São Brás dos Matos (Mina do Bugalho) e Juromenha (Nossa Senhora do Loreto)) é uma freguesia portuguesa do município de Alandroal, com 259,58 km² de área e 2055 habitantes (censo de 2021). A sua densidade populacional é 7,9 hab./km².

## História
Foi constituída em 2013, no âmbito da reforma administrativa nacional desse ano, pela agregação das antigas freguesias de Alandroal (Nossa Senhora da Conceição), São Brás dos Matos (Mina do Bugalho) e Juromenha (Nossa Senhora do Loreto), tendo sede no Alandroal.

## Demografia
A população registada nos censos foi:
| Distribuição da População por Grupos Etários | Distribuição da População por Grupos Etários | Distribuição da População por Grupos Etários | Distribuição da População por Grupos Etários | Distribuição da População por Grupos Etários | Distribuição da População por Grupos Etários |
| -------------------------------------------- | -------------------------------------------- | -------------------------------------------- | -------------------------------------------- | -------------------------------------------- | -------------------------------------------- |
| Antes da agregação                           |                                              |                                              |                                              |                                              |                                              |
| Ano                                          | 0-14 anos                                    | 15-24 anos                                   | 25-64 anos                                   | >= 65 anos                                   | Total                                        |
| 2001                                         | 322                                          | 326                                          | 1187                                         | 661                                          | 2496                                         |
| 2011                                         | 306                                          | 217                                          | 1217                                         | 604                                          | 2344                                         |
| Após a agregação                             |                                              |                                              |                                              |                                              |                                              |
| Ano                                          | 0-14 anos                                    | 15-24 anos                                   | 25-64 anos                                   | >= 65 anos                                   | Total                                        |
| 2021                                         | 232                                          | 179                                          | 1095                                         | 549                                          | 2055                                         |